# Kang Cuceritorul
Kang Cuceritorul (Nathaniel Richards) este un supercriminal care apare în benzile desenate americane publicate de Marvel Comics. Creat de Stan Lee și Jack Kirby, personajul a apărut pentru prima dată în Fantastic Four #19 (octombrie 1963). Kang Cuceritorul este de obicei un adversar al Răzbunătorilor și al celor Patru Fantastici. O entitate care călătorește în timp și descendentă a omului de știință cu același nume, mai multe versiuni alternative ale lui Kang au apărut în titlurile Marvel Comics de-a lungul anilor, inclusiv sinelui său eroic viitor și trecut, Faraonul Rama-Tut, Immortus, Centurionul Scarlet, Victorex Prime, Victor Timely, Iron Lad, Chronomonitor #616 și Qeng Gryphon. Alte personaje care să-și asume titlul de „Kang” includ fiii lui Kang, Marcus și Ahura Boltagon și Ravonna, precum și versiuni alternative ale lui Sue Storm și Kamala Khan.
Kang Cuceritorul a fost descris ca fiind unul dintre cei mai inteligenti și puternici răufăcători din Marvel. Kang a apărut și în televiziune animată și jocuri video. Și-a făcut debutul în lungmetraj în filmul Marvel Cinematic Universe (MCU) Ant-Man and the Wasp: Quantumania (2023), interpretat de Jonathan Majors, care i-a mai jucat pe Faraonul Rama-Tut, Victor Timely, Immortus, Scarlet Centurion, Chronomonitor # 616 și gigantul Consiliu al Kangilor în scena de la mijlocul creditelor filmului, și isi va relua rolurile din Avengers: The Kang Dynasty (2025) și Avengers: Secret Wars (2026). Din 2021, Majors apare și în serialul Loki, în care joacă rolul lui He Who Remains și Victor Timely.